# Korčák (věc)
Korčák je jednoduchý dopravní prostředek pro přepravu kapalin, zejména splašků z odpadních jímek (žump, septiků) na krátké vzdálenosti. Je dřevěné nebo železné konstrukce, podobný kolečku, na jednom konci má kolo a na druhé dvě rukojeti. Jako ložný prostor slouží nádrž, o tvaru kvádru, jejíž horní plocha je víkem. 